# Месапська мова
Месапська мова — індоєвропейська мертва мова, різновид іллірійської мови. Носії — племена япігів: мессапи, певкети і давни.
Була поширена на південному сході Апеннінського півострова на території сучасної області Апулії. До початку н. е. була витіснена латинською мовою. Відомо близько 300 написів VI—I ст. до н. е., виконаних в основному месапським алфавітом (схожим на тарентський). Кілька написів зроблені грецьким письмом.